# Grutas de Han

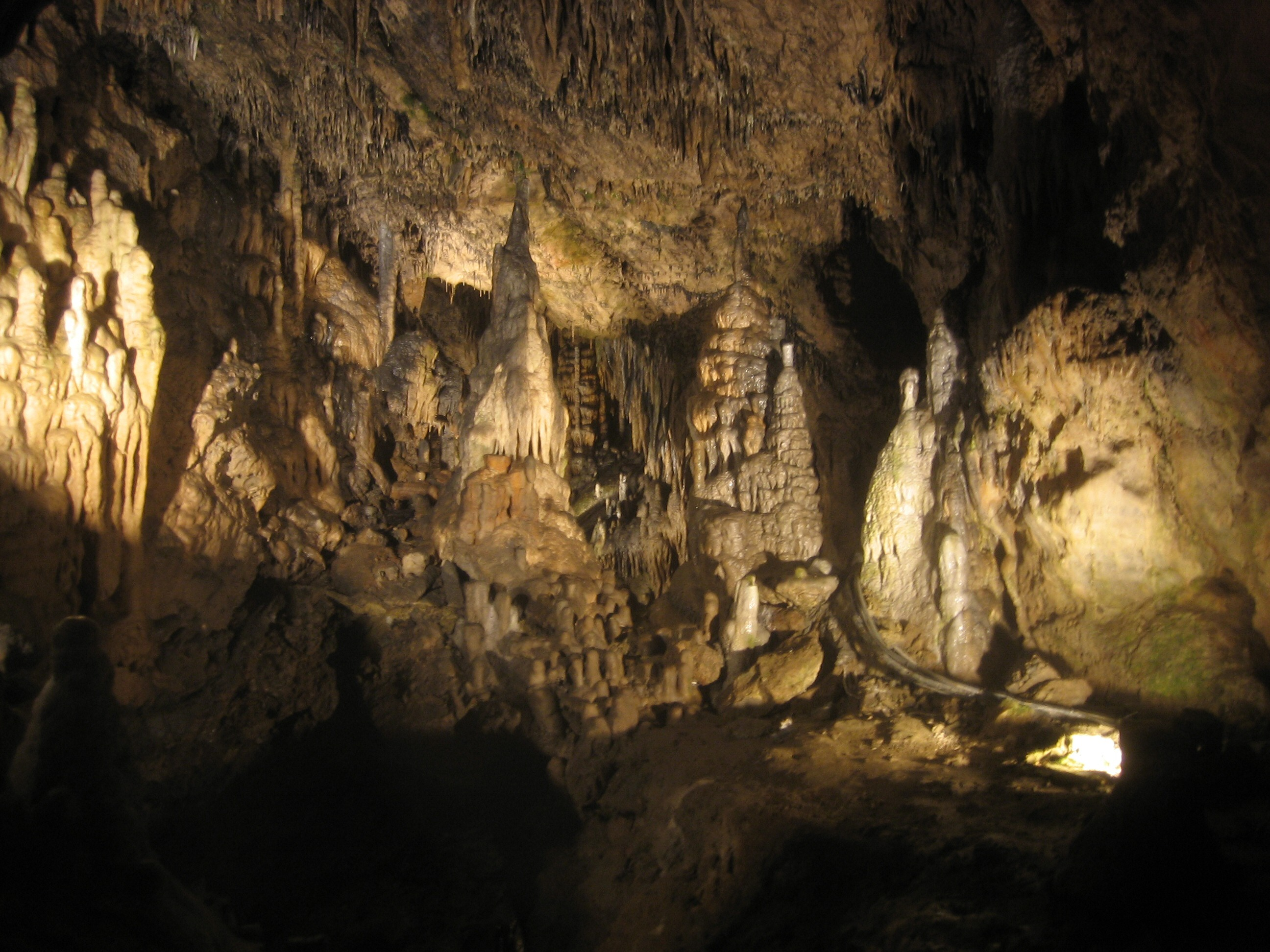
Interior de uma das câmaras

As Grutas de Han consistem em um conjunto de grutas subterrâneas em Han-sur-Lesse, vilarejo no município de Rochefort, na Bélgica. As grutas estão situadas acima do rio Lesse nas Ardenas belgas.
O rio Lesse deu origem a essas grutas por erosão de uma parte da colina de calcário. O rio desaparece sob o solo a uma distância de mais ou menos 1100 metros, mas a água demora 20 horas para percorrer essa distância. Dentro da gruta, a temperatura é constante ao longo do ano (13°C) e pode-se observar um nível alto de humidade. O grande público tem acesso pagante às grutas; o sítio recebe anualmente meio milhão de visitantes. Ao todo há 400 desníveis ascendentes e descendentes, e também diversos salões, como o "Mystérieuse", "Armes" e "Dôme". Ao fim do passeio, os visitantes saem da gruta em uma embarcação no ponto em que o rio Lesse ressurge à superfície.

## Galeria

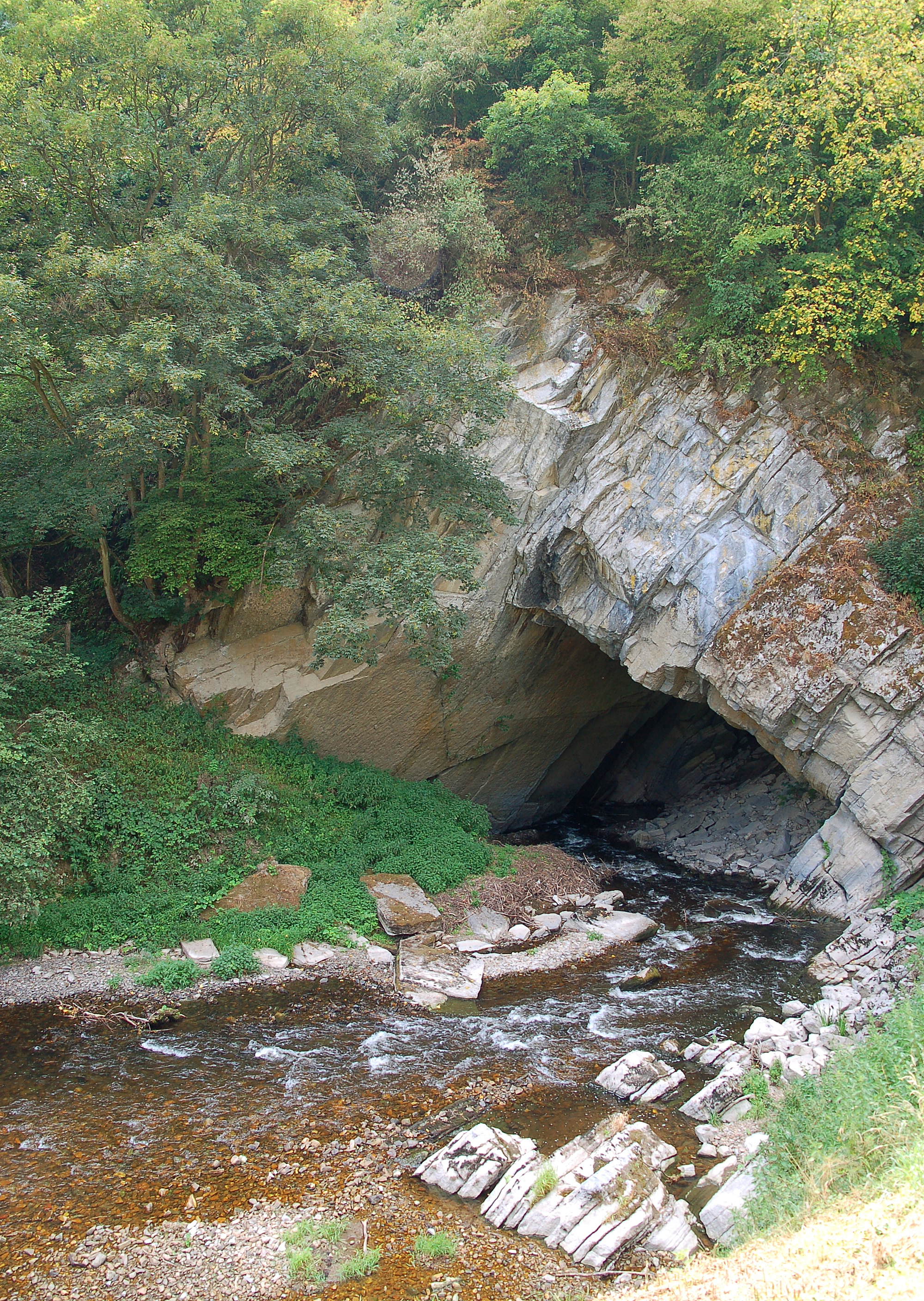
O Gouffre de Belvaux, ponto em que o rio Lesse torna-se subterrâneo
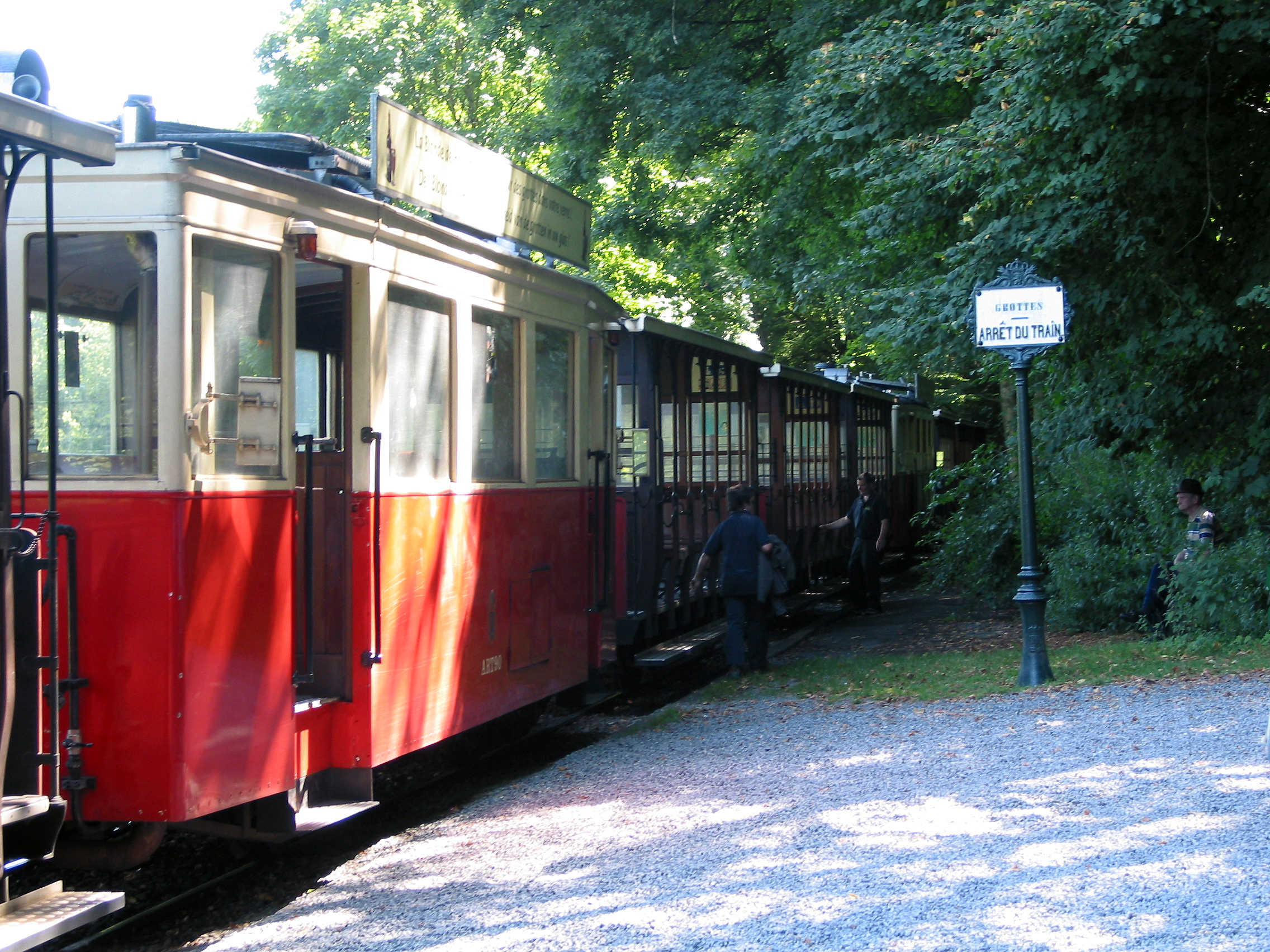
O acesso às cavernas é possível somente por meio deste bonde histórico
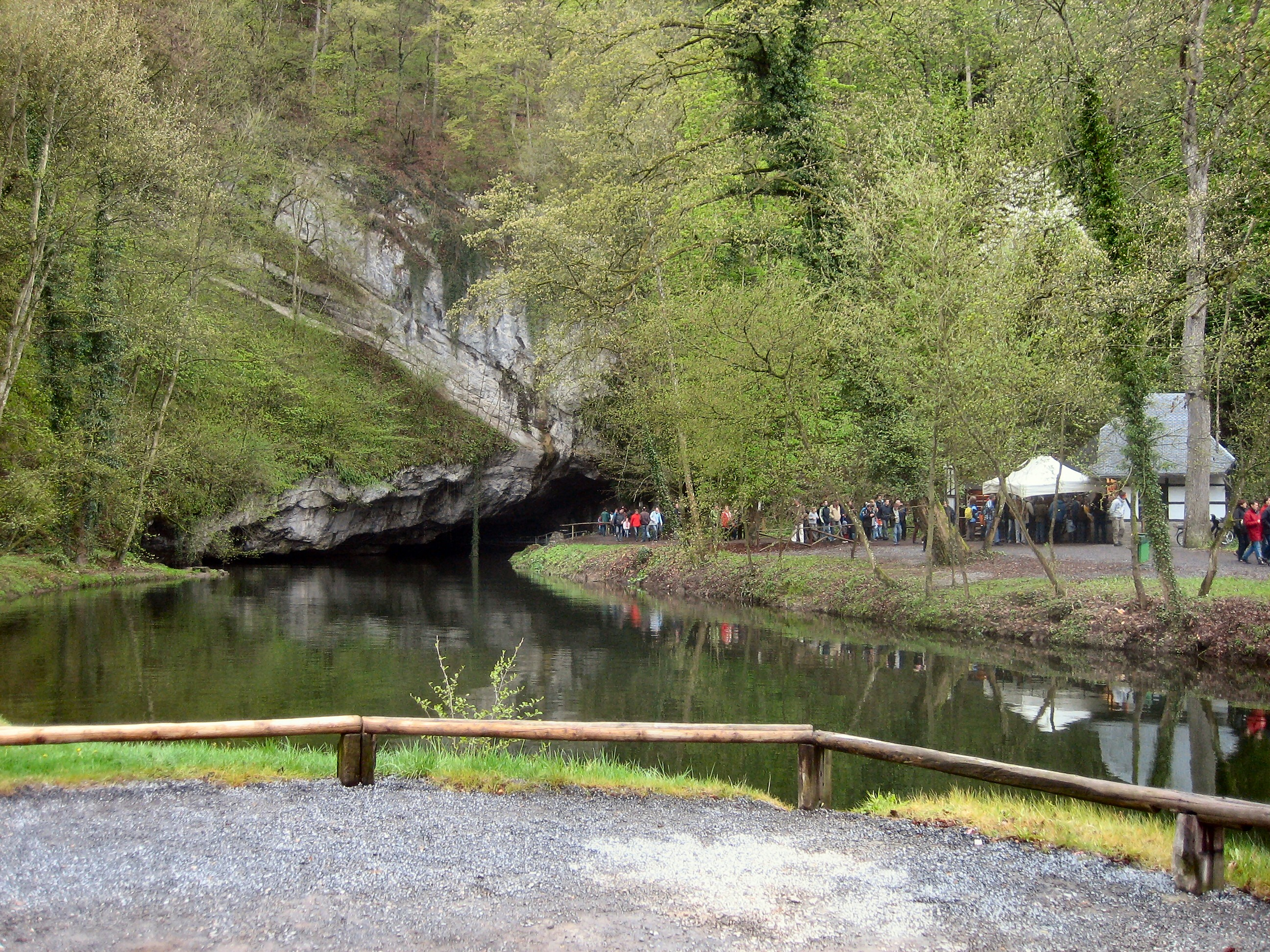
Saída das cavernas